# Sarteano
Sarteano ist eine italienische Gemeinde mit 4542 Einwohnern (Stand 31. Dezember 2023) in der Provinz Siena der Region Toskana.

## Geografie

Lage von Sarteano in der Provinz Siena

Sarteano liegt ca. 60 km südöstlich der Provinzhauptstadt Siena und 100 km südöstlich der Regionalhauptstadt Florenz zwischen den Tälern der Chiana und dem Val d’Orcia am Berg Monte Cetona. Sarteano liegt in der klimatischen Einordnung italienischer Gemeinden in der Zone E, 2 237 GG.
Der Fluss Orcia (6 von 70 km im Gemeindegebiet, mündet in den Ombrone) entspringt und der Torrente Astrone (6 von 22 km im Gemeindegebiet, Flusssystem Tiber) fließt durch das Gemeindegebiet.
Der Ortskern selbst ist in fünf Contraden (Ortsteile) unterteilt: San Lorenzo, San Bartolomeo, San Martino, Santissima Trinità und Sant’Andrea.
Castiglioncello del Trinoro ist ein ca. 6 km westlich gelegener Ortsteil der Gemeinde.
Die Nachbargemeinden sind Cetona, Chianciano Terme, Chiusi, Pienza, Radicofani und San Casciano dei Bagni.

## Geschichte

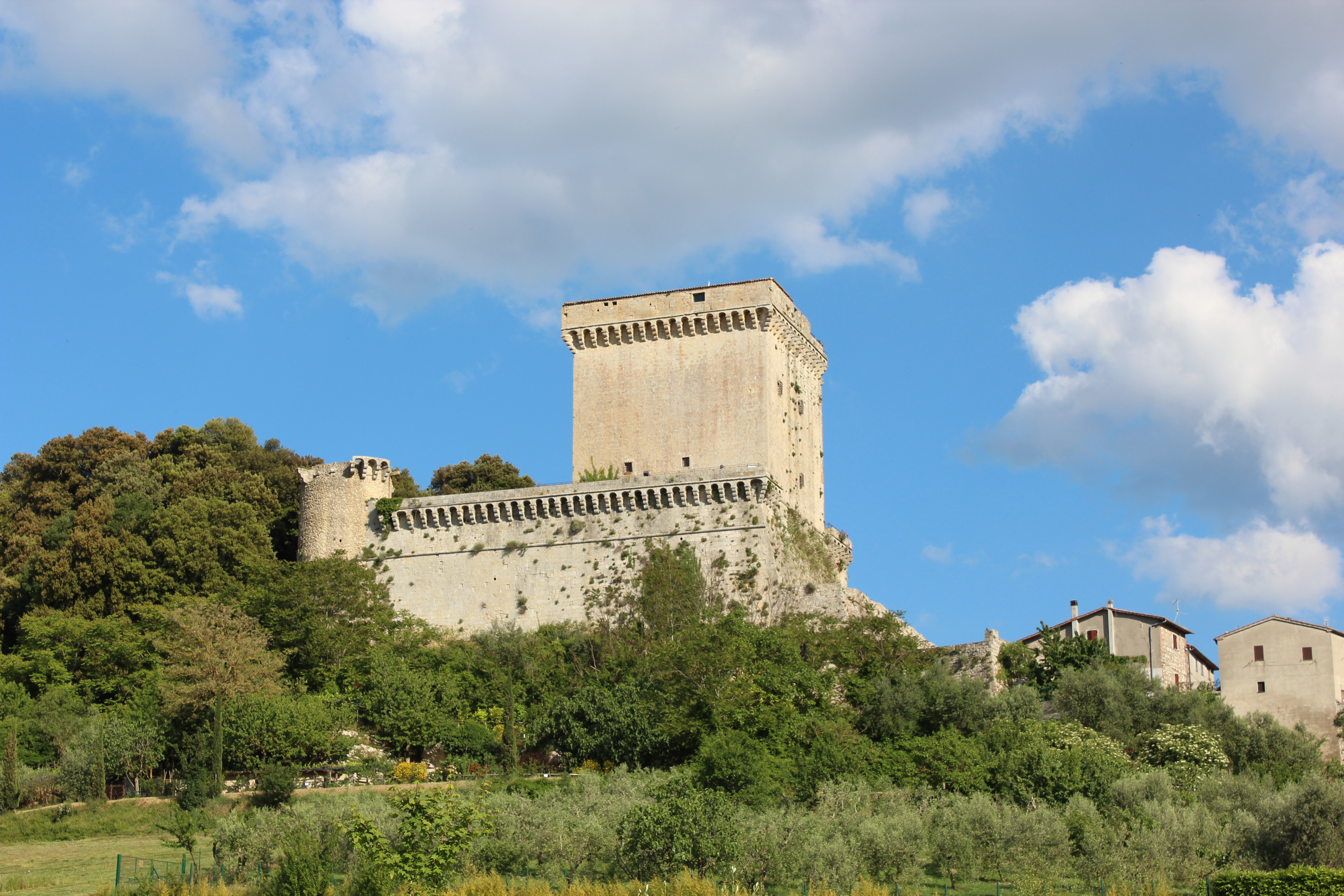
Castello di Sarteano

Bodenfunde belegen die Besiedlung des Ortes von der Altsteinzeit über die Bronze- bis zur Eisenzeit. In der Umgebung wurden zahlreiche Gräber aus der Zeit der Etrusker gefunden. Erstmals erscheint Sarteano im Jahr 776 unter dem Namen Vicus Sarturianus. Erstmals dokumentiert wurde der Ort im 11. Jahrhundert von dem Kloster San Salvatore di Monte Amiata. Ab 1178 war Sarteano das Zentrum eines umfangreichen Lehens unter den ursprünglich aus der Lombardei stammenden Grafen Manenti. Diese unterwarfen sich 1246 der Republik Siena, rebellierten aber 1264 unter dem Einfluss von Karl von Anjou und unterstellten sich Orvieto. Bereits ein Jahr später wurde Sarteano wieder von Siena eingenommen und unterworfen, wobei schwere Schäden an der Burg entstanden. In den ersten Jahren des 14. Jahrhunderts erlangte die Familie der Monaldeschi die Herrschaft im Ort und stand mehrfach im Konflikt mit Chianciano. Ab 1347 erhielt der Ort Unterstützung von Perugia, später dann von Orvieto. 1379 geriet Sarteano wieder dauerhaft unter den Einfluss der Republik Siena. 1409 wurde die Burg zweimal von Ladislaus von Neapel belagert, beide Angriffe konnten aber abgewehrt werden. Ebenfalls abgewehrt werden konnte der viertägige Angriff im Jahr 1455 von Giacomo Piccinino († 1465), ein Sohn des Niccolò Piccinino. Ab 1467 restaurierte Siena die alte Festung aus der Zeit der Grafen Manenti. Der Ausbau zu einer militärischen Festung geschah 1528 unter dem Architekten Baldassare Peruzzi. Nach der Niederlage der Republik Siena 1555 widerstand der Ort und wurde Teil der Repubblica di Siena riparata in Montalcino mit Sitz in Montalcino, musste aber vor dem Frieden von Cateau-Cambrésis (1559) am 9. Juni 1556 aufgeben und sich Cosimo I. de’ Medici und seinem Bündnis ergeben.
Der Hauptturm der Burg erlitt im Juni 1944 schwere Schäden, als die Verteidigungslinie der Wehrmacht durch den Ort führte. Im Februar 1997 wurde die Burg von ihrem letzten Besitzer, Pier Fanello Fanelli, an die Gemeinde verkauft.

## Sehenswürdigkeiten

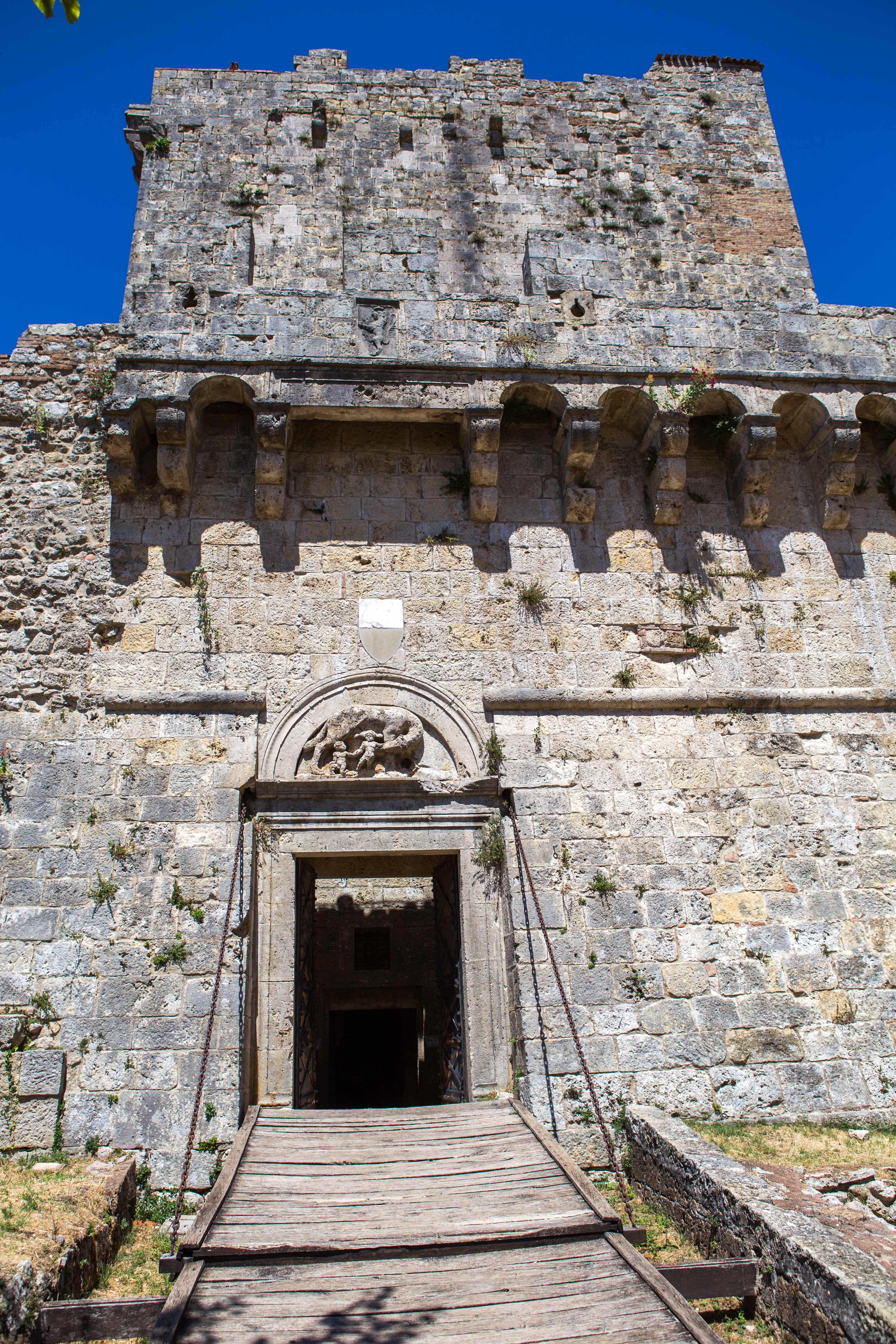
„Die senesische Wölfin“ (Lupa senese) und ehemalige Zugbrücke zur Burg

- Castello di Sarteano, Burg, die erstmals 1038 dokumentiert wurde. Erstmals belagert und eingenommen für Orvieto wurde sie 1229 durch Alberto di Montauto. Die Rückeroberung für Siena führte Franco Lippi da Grotti durch.[8] Ab 1467 wurde die Burg von der Republik Siena verstärkt. Dazu wurden Pietro dell’Abaco da Montalcino[11], Guidoccio d’Andrea[11] und Il Vecchietta (Lorenzo di Pietro) nach Sarteano geschickt. Ausführende maestri waren Bartolomeo d’Alberto und Domenico di Pietro.[10] Die Burg besteht aus einem Hauptturm (Mastio) und zwei Rundtürmen. Der Mastio besteht aus vier Stockwerken, wobei vom obersten Stockwerk eine damals geheime Wendeltreppe in den Keller und von dort aus über einen Tunnel nach außen führte. Die Burg wurde 1503 von Cesare Borgia belagert. Weitere Verstärkungen an der Burg entstanden 1527/1528 durch Baldassare Peruzzi.[10] 1617 gab Cosimo II. de’ Medici die Befestigungsanlage an die Familie Fanelli, die sie bis 1997 behielt. Danach ging sie in den Besitz der Gemeinde Sarteano über. Seit 2006 ist sie der Öffentlichkeit zugänglich.[12] Im ersten Stock befindet sich über der ehemaligen Zugbrücke die senesische Wölfin (Lupa senese), ein Werk von Antonio Federighi (1471).[13]
- Porta Monalda, Stadttor unterhalb der Burg in der Contrada San Lorenzo. War das ehemalige Haupttor zum Ort.[5] Über dem Tor befindet sich das Wappen der Monaldeschi mit dem Datum 1313 (MCCCXIII).[8]
- Porta di Mezzo, mittleres Stadttor. Trägt das Wappen der Seneser Republik (Balzana).[8]
- Porta Umbra, Stadttor der Contrada San Martino.[5] Trägt das Wappen der Seneser Republik (Balzana).[8]

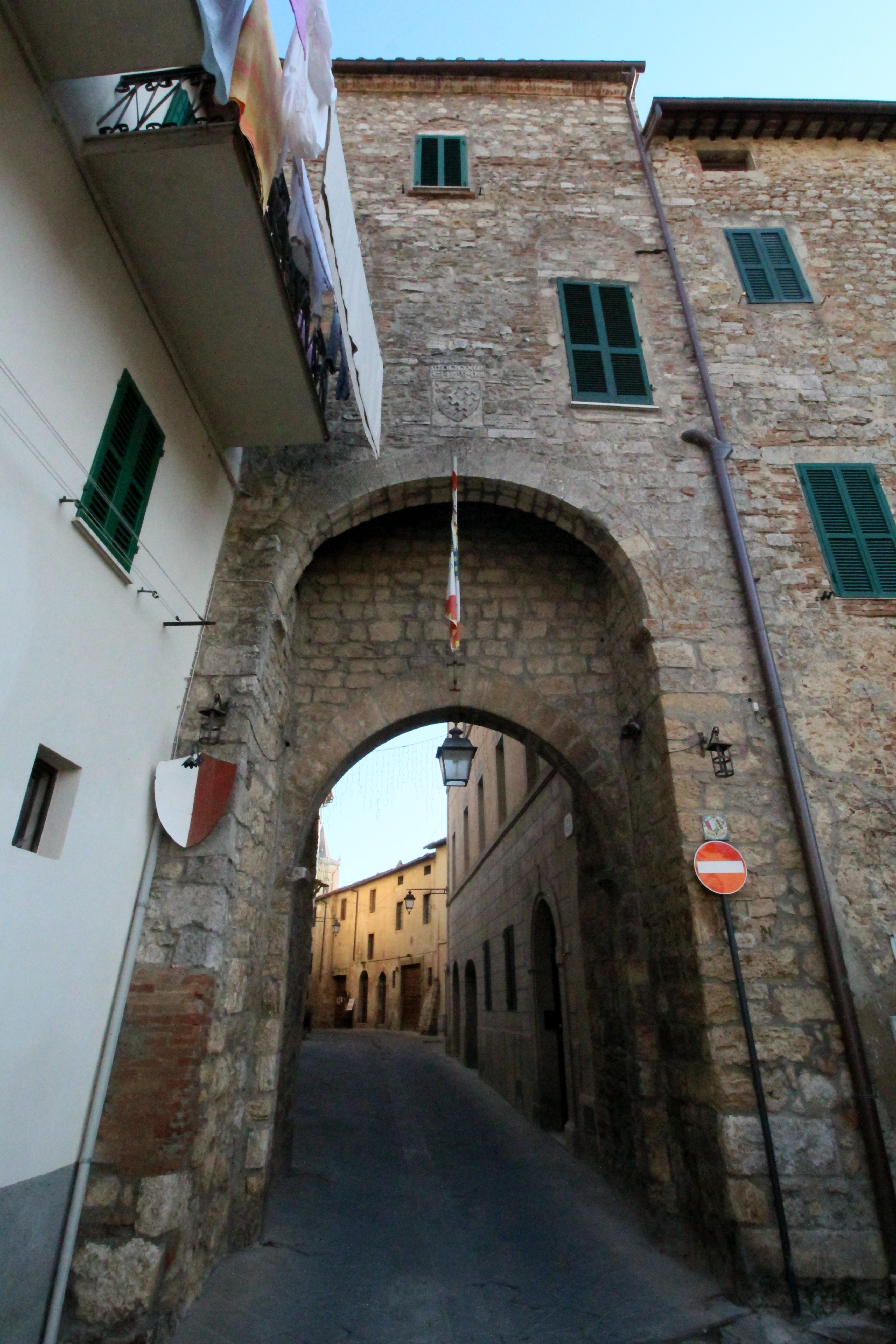
Porta Monalda
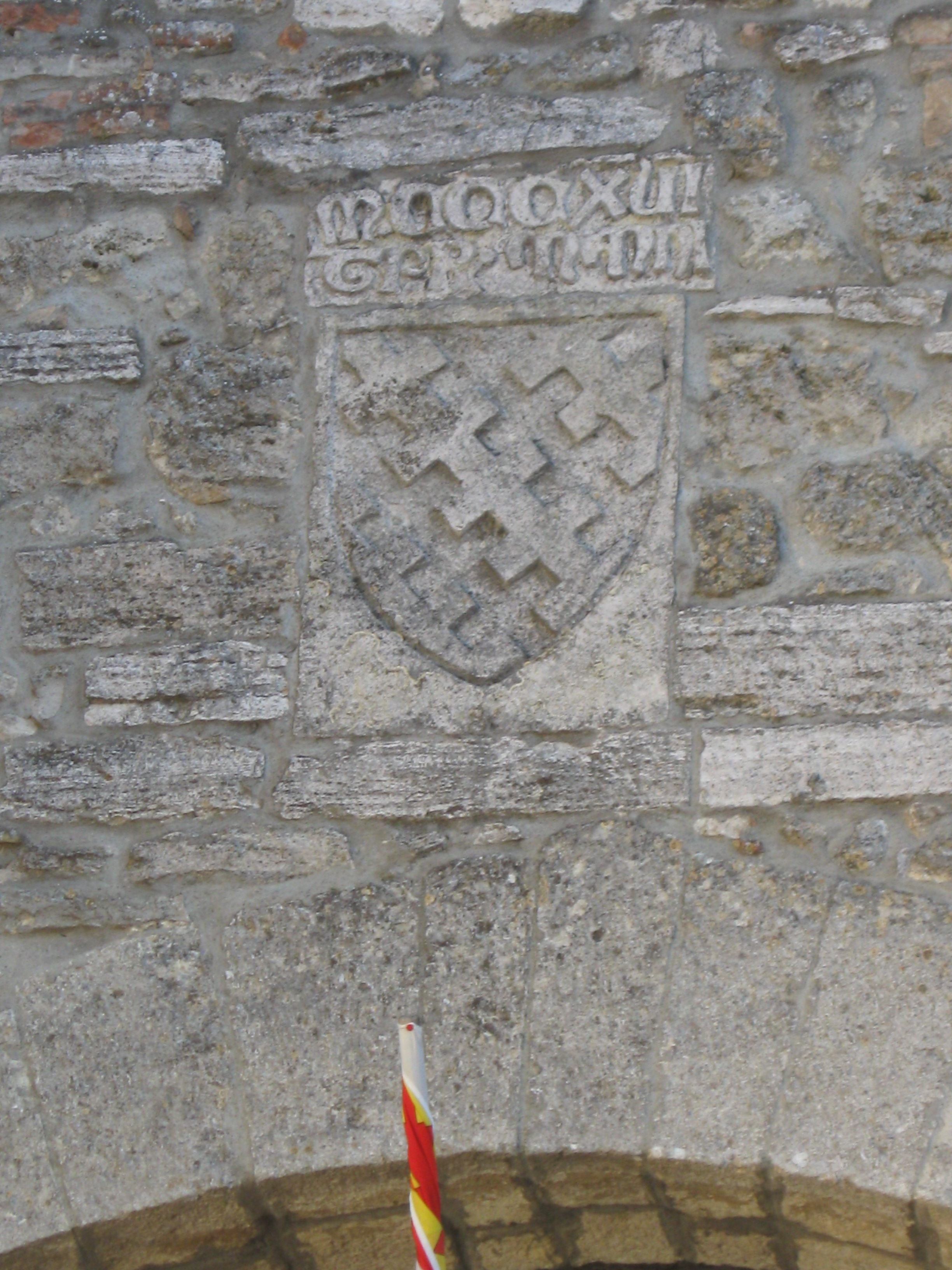
Wappenstein an der Porta Monalda
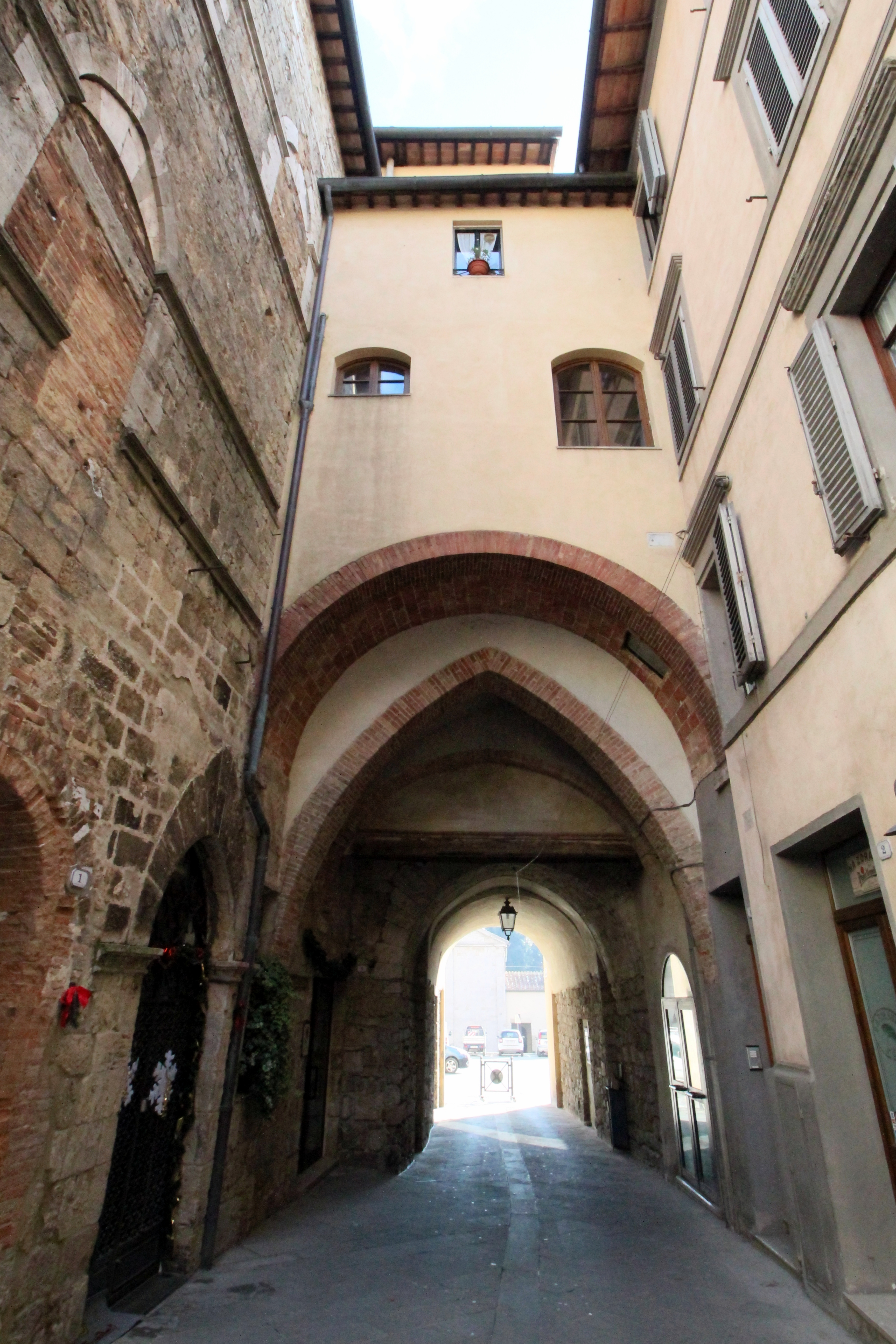
Porta di Mezzo
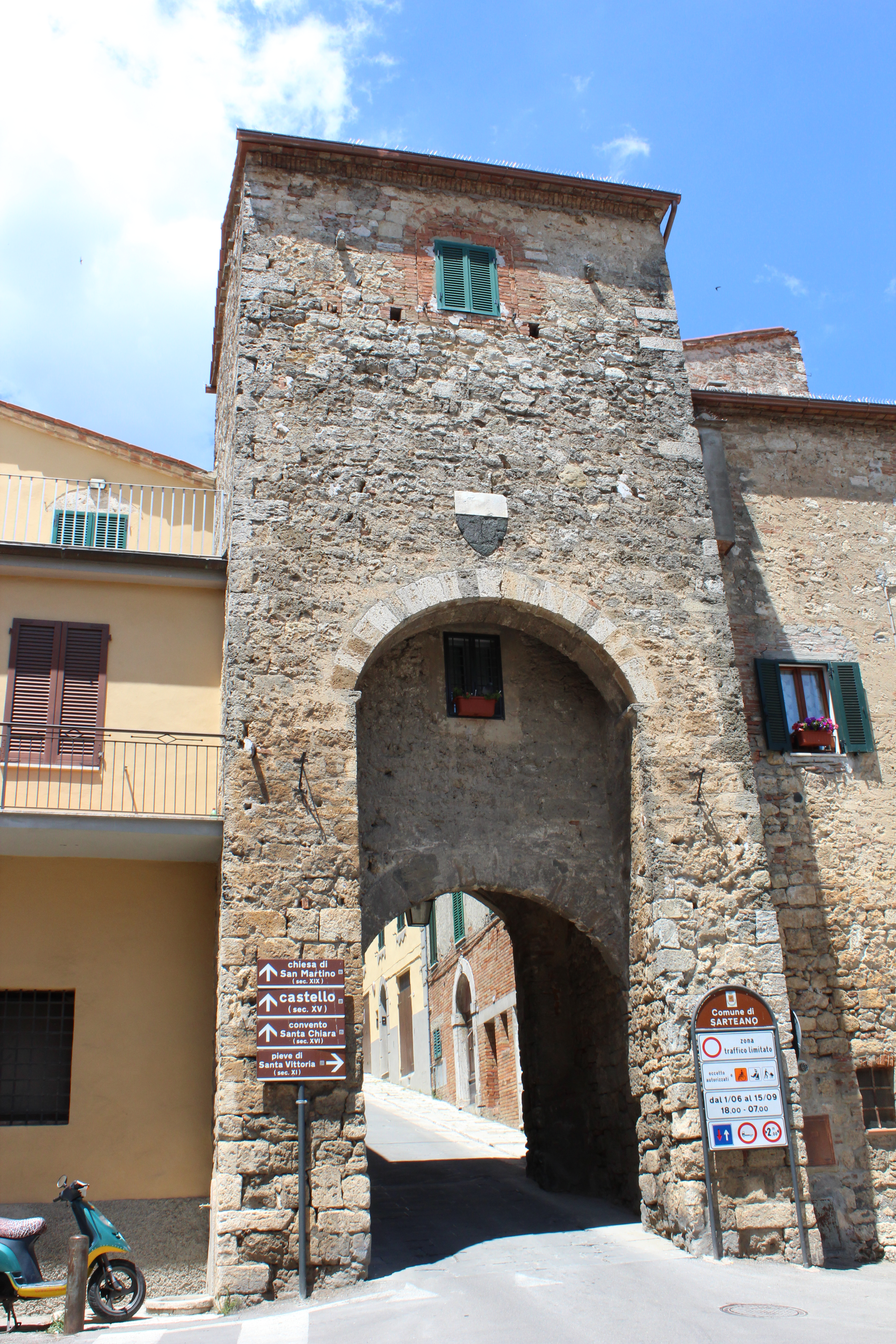
Porta Umbra

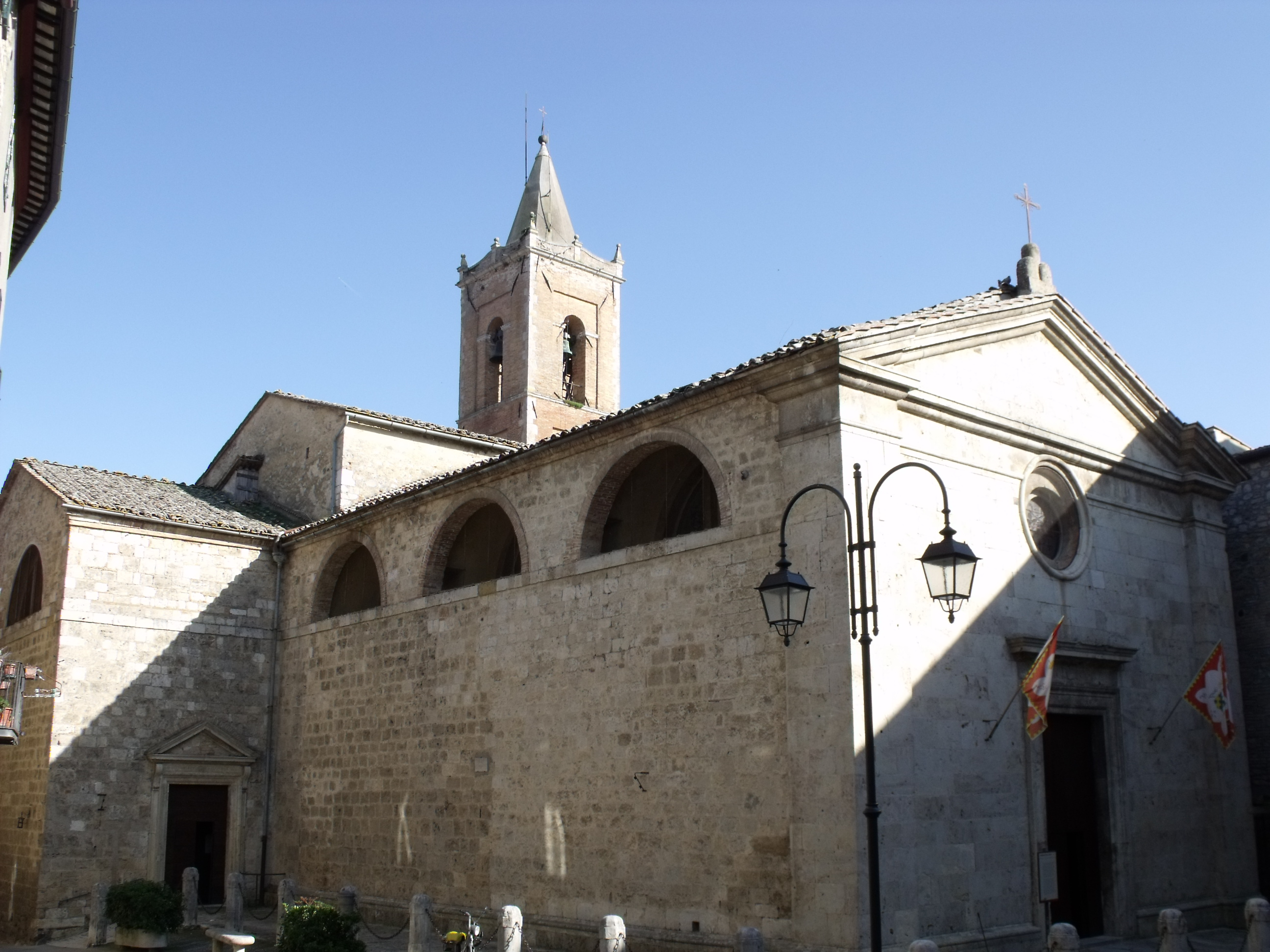
Die Collegiata San Lorenzo

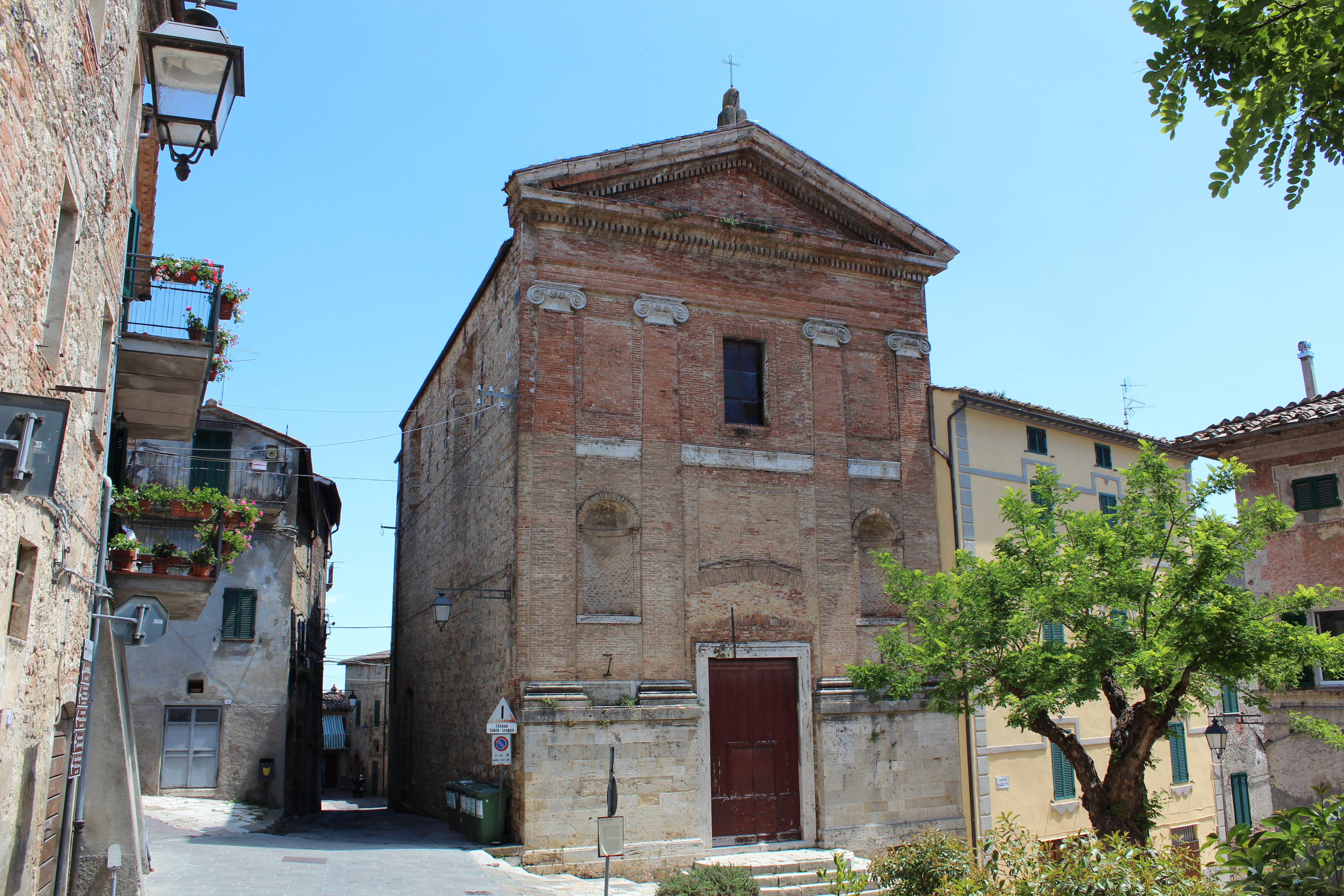
Die Kirche Chiesa di San Martino (in Foro)

- Collegiata di San Lorenzo, Kirche aus dem 13. Jahrhundert im Ortskern, die auf den Überresten eines etruskisch-romanischen Gebäudes entstand. Die Collegiata wurde durch Pius III. restauriert, eine Erweiterung fand 1514 statt. 1576 wurde eine weitere Restaurierung durchgeführt. 1638 wurde sie zur Collegiata erhoben und 1787 die Innenräume durch Leonardo de Vigni restauriert. Enthält die Werke Angelo annunciante und Vergine annunciata von Girolamo del Pacchia (ca. 1514).[7]
- Chiesa del Suffragio, Kirche im Ortskern unweit der Collegiata San Lorenzo, enthält ein Travertinportal aus dem Jahr 1584.[7]
- Chiesa di San Martino, im 18. Jahrhundert erbaute Kirche im Ortskern, übernahm die Werke von Jacopo di Mino del Pellicciaio (Madonna col bambino, auch als Madonna del cardellino bezeichnet, entstand um 1344), Domenico Beccafumi (Annunciazione, 1545 entstanden) und Alessandro Casolani (Madonna in gloria col bambino e santi) aus der am Rathausplatz gelegenen, im 12. Jahrhundert erbauten und im 18. Jahrhundert zerstörten Kirche Chiesa di San Martino in Foro.[7]
- Chiesa di San Francesco, Kirche aus dem 14. Jahrhundert mit Fassade von 1480[9], restauriert von Antonio Federighi und anderen. Diese enthält das Wappen der Piccolomini. Der Campanile entstammt dem 16. Jahrhundert.
- Museo civico archeologico di Sarteano, Archäologisches Museum im Ortskern an der Via Roma.[14] Befindet sich im Palazzo Gabrielli Galgani, der im 16. Jahrhundert entstand.[15]
- Chiesa di Santa Chiara, ehemalige Kirche und Konvent aus dem 16. Jahrhundert nahe der Burg.[7]
- Teatro comunale degli Arrischianti, kleines Theater im Ortskern dem Palazzo Pubblico anliegend.
- Necropoli delle Pianacce, Grabungsstätte nahe der Straße nach Chiusi. Hier sind 14 Etruskische Gräber vorhanden, darunter die Tomba della quadriga infernale (2003 entdeckt) und der Podio Altare.[16]
- Oratorio di San Michele Arcangelo, ehemaliges Oratorium nahe der Straße nach Chiusi. Entstand um 1550 und enthält das Wappen der Familie Gabrielli di Sartiano. Enthält Fresken, die die zwölf Apostel darstellen.[7]
- Pieve di Santa Vittoria, Pieve, ältestes kirchliches Bauwerk des Ortes, 1205 fertiggestellt. Die heutige Ruine liegt kurz außerhalb der Stadtmauern an der Straße nach Chiusi.[7]
- Chiesa della Madonna di Belriguardo, ehemalige Kirche an der Straße nach Cetona. Entstand im 16. Jahrhundert.[7]
- Cappella della Madonna del Mal di Capo, Kapelle nahe der Straße nach Cetona. Enthält das Fresko Madonna in gloria eines unbekannten Seneser Künstlers aus dem 16. Jahrhundert.[7]
- Chiesa di Santa Maria delle Piagge, heutige Privatkirche im verlassenen Zustand nahe der Straße nach Cetona. Enthält Fresken aus dem 16. Jahrhundert.[7]

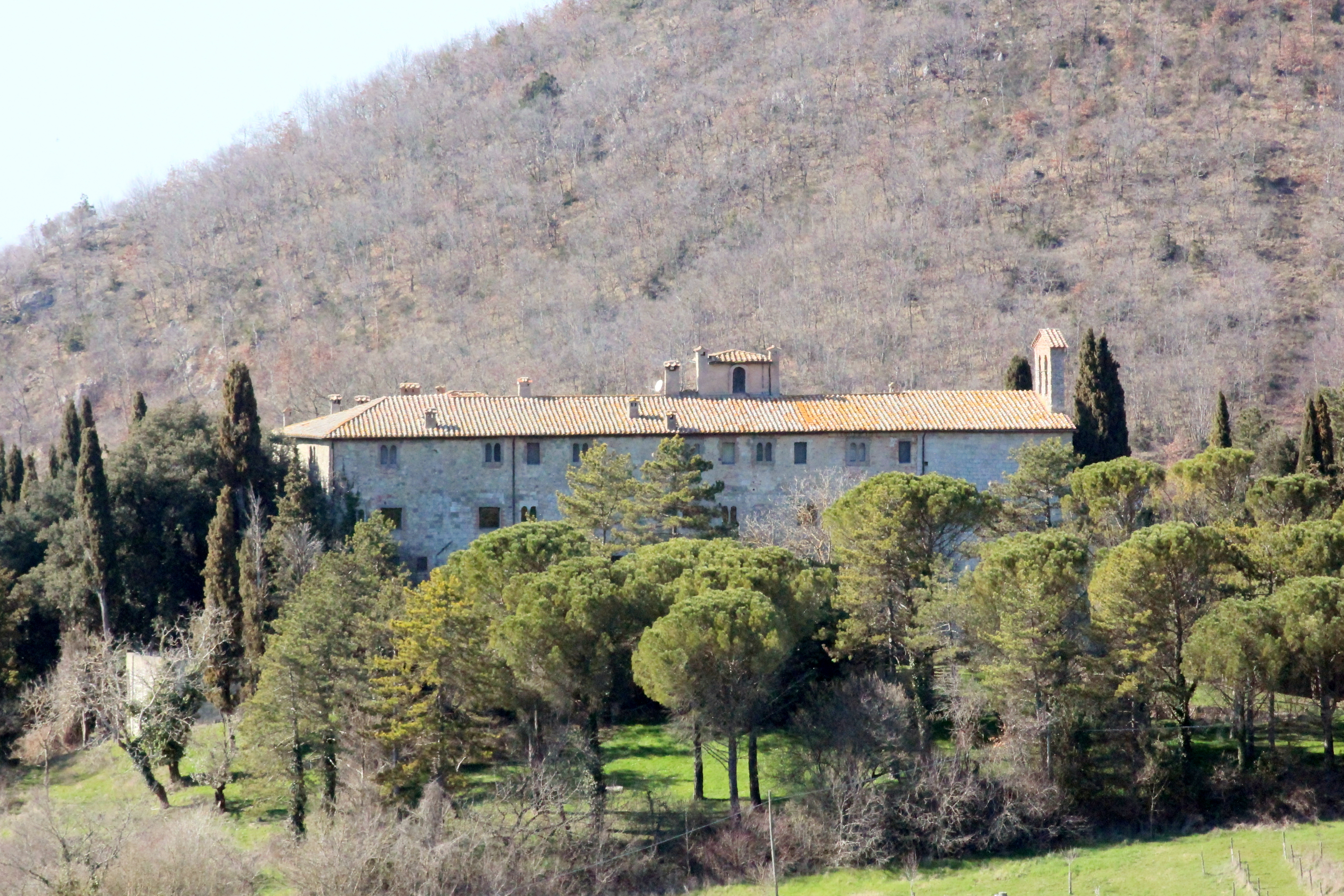
Abbazia della Santissima Trinità di Spineta

- Abbazia della Santissima Trinità di Spineto, Abtei, die im Jahr 1085 gegründet wurde und südlich von Sarteano unweit der Straße nach Radicofani liegt. Ging 1121 an die Vallombrosaner über und wurden von ihnen ausgebaut und befestigt. 1627 übernahmen die Zisterzienser die Abtei und blieben für ca. 2 Jahrhunderte.[7]
- Castello delle Moiane, heutige Burgruine nahe Spineta.
- Cappella della Madonna dell’Uccellino, Kapelle nördlich des Ortskerns, die wahrscheinlich ein Werk von Jacopo di Mino del Pellicciaio (Madonna col bambino, zugeschrieben) enthält. Der zugehörige Stuckrahmen entstand 1699.[7]
- Chiesa di Sant’Alberto, 1972 an der Straße nach Chianciano entstandene Kirche. Enthält heute die Kunstwerke aus der Chiesa di San Bartolomeo di Solaia.[7]
- Chiesa di San Bartolomeo di Solaia, Kirche und Konvent kurz außerhalb von Sarteano. Entstand 1485 und wurde 1810 verlassen.[7]
- Chiesa di Sant’Andrea, Kirche im Ortsteil Castiglioncello del Trinoro. Enthält ein Taufbecken aus dem 16. Jahrhundert und wurde 1789 von Leonardo de Vegni restauriert.[7]

## Veranstaltungen
- La Giostra del Saracino, jährlich seit 1982 jeweils am 15. August stattfindender Wettbewerb, bei dem die fünf Contraden gegeneinander antreten.[5]
- 2015 fand in Sarteano die erste Muggel-Quidditch-Europameisterschaft statt.[17]

## Auszeichnungen
- Der Ort ist Träger der Bandiera Arancione des TCI.[18]

## Verkehr
- Sarteano ist über die Anschlussstelle Chiusi-Chianciano Terme an die A1 (Autostrada del Sole) angeschlossen. Die Anschlussstelle liegt ca. 5 km nordöstlich von Sarteano.
- Der nächstgelegene Bahnhof ist der von Chiusi-Chianciano Terme in Chiusi Scalo, ca. 7 km östlich von Sarteano.